# Daniele Capelli
Pour les articles homonymes, voir Capelli.
Daniele Capelli est un footballeur italien né le 20 juin 1986 à Calcinate, dans la province de Bergame en Italie. Il joue au poste de défenseur.

## Biographie
Daniele Capelli fait sa première apparition en Serie A le 2 février 2005, à l'âge de 18 ans, lors d'un match face à l'Inter Milan.
Lors de la saison 2006-2007 il est prêté à l'AC Arezzo, en Serie B, afin de gagner en temps de jeu et en expérience.